# Marie-Josée Charbonneau
Marie-Josée Charbonneau (* 20. August 1982) ist eine ehemalige kanadische Fußballschiedsrichterassistentin.
Von 2012 bis 2016 stand sie auf der Liste der FIFA-Schiedsrichter und leitete internationale Fußballspiele.
Charbonneau war unter anderem Schiedsrichterassistentin beim olympischen Fußballturnier 2012 in London, bei der U-20-Weltmeisterschaft 2014 in Kanada, bei der Weltmeisterschaft 2015 in Kanada und beim olympischen Fußballturnier 2016 in Rio de Janeiro (jeweils als Assistentin von Carol Chénard).
2016 beendete sie ihre aktive Schiedsrichterkarriere.